# 图尔希纳
49°52′18″N 26°30′3″E / 49.87167°N 26.50083°E
图尔希纳（烏克蘭語：Турщина），2024年9月前名为切尔沃纳杜比納（烏克蘭語：Червона Дубина），是位於烏克蘭西部的村莊，由赫梅利尼茨基州裡赫梅利尼茨基區的泰奧菲波爾市鎮負責管轄。該村始建於1927年，面積1.1平方公里，海拔高度258米，2001年人口240，人口密度每平方公里217.6人。
2024年9月19日，乌克兰最高拉达将此村的名字改为图尔希纳。